# وسيم سليمان حسن
وسيم سليمان حسن الملقب بـ سفاح صيدنايا (1969-12 يونيو 2021) هو مدير سجن صيدنايا السابق.

## مسيرته
ولد حسن في قرية بتغرامو بريف مدينة جبلة عام 1969. تخرج من الكلية الحربية عام 1990 برتبة ملازم. فرز إلى الشرطة العسكرية وصار مدرباً وقائد دورات في مدرسة الشرطة العسكرية منذ رتبة نقيب، حتى وصوله إلى سجن صيدنايا نهاية العام 2010 عندما عين معاوناً لمديره آنذاك العميد طلعت محفوض.
ترافق وصول حسن إلى سجن صيدنايا مع انطلاق الثورة السورية وإفراغ السجن من سجنائه القدامى والبدء بزج معتقلي الثورة فيه.
طيلة سنوات كان العقيد وسيم الرجل الثاني في السجن، حتى تولى منصب المدير خلفاً للعقيد محمود معتوق الذي توفي أيضاً بأزمة قلبية في بداية العام 2018.

## التعذيب
كان حسن يتفنن بتعذيب المعتقلين. وشهد السجن في عهد حسن، إعدام ما لا يقل عن 500 شخصاً كانوا قد دخلوا في «مصالحات» أو ما يعرف ب«تسوية وضع» في الغوطة الشرقية ودرعا وحمص وحلب وريفها.
ووثق تقرير حقوقي لمنظمة العفو الدولية حوالي 13 ألف حالة إعدام شنقاً منذ 2011 وحتى 2015 داخل سجن صيدنايا وكشف التقرير أن السجناء كان يتم اقتيادهم من زنازينهم وإخضاعهم لمحاكمات عشوائية وضربهم ثم شنقهم في منتصف الليل وفي سرية تامة. وكانت الإعدامات تجري بشكل أسبوعي في صيدنايا بأحكام من محكمة الميدان العسكرية، التي لا يوجد اعتراف فيها حتى من النظام نفسه.
بقي في منصبه حتى انتهاء خدمته في نهاية عام 2020، بالتزامن مع سياسة عامة لتخفيف وطأة الوحشية في سجن صيدنايا، بعد انتشار تقارير المنظمات الحقوقية عنه.

## وفاته
توفي وسيم حسن مدير سجن صيدنايا السابق السبت 12 يونيو 2021، بعد إصابته بأزمة قلبية.